# Fantasmogénesis
Se llama fantasmogénesis al fenómeno de producción ectoplásmica de un fantasma, al menos en apariencia entero, de persona, animal o cosa. El fantasma tiene cierta consistencia material, aunque es algo tenue, transparente y de baja densidad.
Supuestamente, los fantasmas serían un tipo de plasma frío o estado de agregación de la materia formado por ondas evanescentes de plasmones configuradas por algún tipo de witricidad.